# Запорожский профессиональный музыкальный колледж имени П. И. Майбороды
Запорожский профессиональный музыкальный колледж имени П. И. Майбороды (укр. Запорізький фаховий музичний коледж імені П. І. Майбороди) — коммунальное образовательное учреждение Запорожского областного совета реализующее образовательные программы в области культуры и искусства.

## История
В 1926 году в Запорожье была открыта музпрофшкола для подготовки руководителей художественной самодеятельности. 1 октября 1930 года по решению Народного комиссариата образования УССР её реорганизовали в музыкальный техникум, в котором обучалось 80 учеников. Техникум располагался в небольшом одноэтажном здании на улице Розы Люксембург (с 2016 — Александровской). С 1932 в техникуме функционировало два отделения — «коммунистического образования» (готовило специалистов игры на народных инструментах, хорового дела) и «социалистического воспитания» (готовило музыкальных преподавателей для трудовых школ). В 1938 году техникум стал музыкальным училищем и в нём насчитывалось 6 отделений: оркестровое, смычковое, духовых инструментов, хормейстерское, народных инструментов, музыкально-педагогическое. В 1935 году был организован студенческий симфонический оркестр, на основе которого в 1938 г. возник городской симфонический оркестр (дирижёр А. Пресич). При училище существовал домро-балалаечный оркестр. Незадолго до начала войны училище переехало в здание по улице Карла Либкнехта (с 2016 — Соборный проспект). В 1941 году училище прекратило своё существование и было возрождено в 1958 году.
С 1958 года обучение велось на 6 отделениях: фортепиано, струнных инструментов, духовых и ударных инструментов, хорового дирижирования, вокала, народных инструментов. В 1958 году на первый курс были приняты 60 человек. Состав училища составлял: 224 человека в 1960 году, 341 — в 1962 году. В 1990 году в училище насчитывалось 245 преподавателей и 410 воспитанников, а также более ста слушателей подготовительных курсов и около двухсот учеников детской музыкальной школы педагогической практики.
В 1967 училище получило новое помещение на проспекте Маяковского с концертным залом на 600 мест, фонокабинетом, библиотекой с 50 тыс. экземпляров музыкальной литературы, общежитием; тогда же был создан музыкально-теоретический отдел. В 1989 году училищу было присвоено имя Платона Мабороды, а в 2009 году получило современное название. В административном плане училище является коммунальным учреждением Запорожского областного совета.
По состоянию на 2010 год в училище насчитывалось 98 преподавателей и концертмейстеров и обучалось 210 студентов. В училище есть большой и малый залы, конференц-зал, библиотека, фонотека. В 2017 году было выпущено 53 ученика. Большинство студентов поступают после училища в музыкальные академии.
В училище проходил международный юношеский конкурс Владимира Виардо. В 2013 году конкурс прошёл в четвёртый раз.

## Специальности
В училище проводится обучение по специальности «Музыкальное искусство» по следующим специализациям:
- фортепиано
- оркестровые струнные инструменты
- оркестровые духовые и ударные инструменты
- народные инструменты
- пение
- хоровое дирижирование
- теория музыки

## Музыкальные коллективы училища
По состоянию на 2010 год при училище действовали следующие музыкальные коллективы:
- Духовой оркестр (рук. В. Плетниченко[14])
- Оркестр народных инструментов (рук. А. Петриченко)
- Камерный оркестр «Концертино» (рук. И. Горский)
- Ансамбль «Мистерия» (рук. С. Пелюк)
- Ансамбль скрипачей «Камерата» (рук. И. Горский)
- Ансамбль домр (рук. Л. Пелюк)
- Ансамбль бандуристов
- Хор «Запорожье» (рук. Н. Попов)
- Дуэт баянистов в составе В. Крюкова и В. Дьяченко

Ранее действовали следующие коллективы и их руководители:
- Симфонический оркестр (С. Дудкин)
- Духовой оркестр (В. Черных, А. Пиддубняк[2])
- Оркестр народных инструментов (В. Соломаха)
- Хор (Л. Скориченко)
- Ансамбль скрипачей (В. Панфило)
- Квартет народных инструментов «Джерело» (В. Колядюк)
- Эстрадный оркестр (П. Куделин)[15]
- Студент-джаз-бенд (А. Сизов)[15]
- Диксиленд (Б. Котов)[15]
- Биг-бенд (А. Жульев, А. Сизов)[15]

## Известные преподаватели
В разное время в училище преподавали Н. И. Боева, П. П. Боярчук, В. В. Виноградчий, И. А. Гапон-Клименко, А.Г. Петриченко, В. Н. Гончаров, Е. Жубр, Л. Жульева, Н. Д. Кисель, Т. К. Мирошниченко, О. И. Носик, Л. Вигант, В. Гуденин, А. Казарян, В. Крыменко, В. В. Тимошенко, Н. Тищенко, В. Третьяк, Г. Тодыка, В. М. Сергеев, Л. Цемко, Б. П. Юшко и др.
- Дудкин, Сергей Дмитриевич — заслуженный деятель искусств УССР, руководитель Запорожского симфонического оркестра (1971—1985)[19][20].
- Дяченко, Виктор Константинович[укр.] — украинский баянист, заслуженный работник культуры Украины[21].
- Крюков А. Ф. — заслуженный работник культуры Украины[7]
- Овод В. Н. — заслуженный деятель искусств УССР[7]

## Известные выпускники
За время существования училища его окончили свыше 4 тысяч человек. Среди известных выпускников училища Заслуженные артисты Украины — А. М. Безсалый, С. Т. Ващенко, Гапон-Клименко, Инна Александровна, И. Б. Завадский; И. А. Артюшенко, О. Гриднев, А. Ильин, Ю. Карнаух, Л. Л. Кобылянский, С. Мамонов, Г. Похилько, Д. Савенко, Г. Хазова, а также:
- Зинковский Владимир Александрович[укр.] — украинский флейтист, пианист, гитарист, контрабасист, руководитель ансамбля
- Колпаков, Павел Александрович — украинский композитор
- Костюк, Александр Григорьевич — создатель и руководитель ансамбля «Золотое кольцо», Заслуженный артист Российской Федерации (1999), Заслуженный деятель искусств Российской Федерации (2007).
- Котов, Борис Юрьевич — украинский трубач, руководитель ансамбля, оркестра[15]
- Ларина, Светлана Ивановна — Заслуженный работник культуры России (2007)[24][25]
- В. Литвин — профессор Красноярского института искусств[7]
- Липский, Николай Константинович[укр.] — украинский дирижёр и композитор, Заслуженный работник культуры Украины.
- Маруныч, Владимир Иванович[укр.] — украинский дирижёр, Заслуженный деятель искусств Украины
- Мосейко, Григорий Алексеевич — художественный руководитель и дирижёр Государственного симфонического оркестра Приднестровья, народный артист Приднестровской Молдавской Республики.
- Петриченко, Виолина Анатольевна — пианистка, педагог
- Пивоваров, Леонид Израилевич — саксофонист (тенор), флейтист, аранжировщик[15]
- Разумейко, Илья Константинович[укр.] — украинский композитор, музыкант, автор опер, электронной и вокальной музыки, лауреат Национальной премии им. Т. Г. Шевченко (2020)
- Родилес, Ирина Петровна — вокалистка, исполнительница джаза, блюза и соул-музыки.
- Синеок, Геннадий Иванович — художественный руководитель Академического ансамбля песни и танца пограничной службы Украины, Заслуженный деятель искусств Украины
- С. Ткаленко — дирижёр Детского музыкального театра (Москва)[7]
- Хмелёв, Сергей Витальевич — украинский ударник, педагог[15]